# Seznam nemateriálních statků tradiční lidové kultury Královéhradeckého kraje
Seznam nemateriálních statků tradiční lidové kultury Královéhradeckého kraje byl zřízen 17. srpna 2011 usnesením Rady Královéhradeckého kraje č. 19/1019/2011. Vznikl v souladu s usnesením Vlády České republiky ze dne 5. ledna č. 11 o Koncepci účinnější péče o tradiční lidovou kulturu v ČR na léta 2011–2015. Seznam vede Muzeum východních Čech v Hradci Králové s účinností od 1. září 2011. Seznam je veden a rozšiřován s cílem ochrany, zachování, identifikace, rozvoje a podpory nemateriálního kulturního dědictví na území Královéhradeckého kraje. Metodický pokyn pro vedení Seznamu schválila Rada Královéhradeckého kraje usnesením RK/19/1019/2011 ze dne 17. srpna 2011.
| Název statku                                                                               | Navrhovatel                                                                               | Vyhlášeno | Zápis na Seznam ČR | Obrázek | Commons |
| ------------------------------------------------------------------------------------------ | ----------------------------------------------------------------------------------------- | --------- | ------------------ | ------- | ------- |
| Východočeské loutkářství                                                                   | Královéhradecký kraj, Pardubický kraj                                                     | 2012      | 2012               |         |         |
| Tradice generačního předávání krajkářství na Vamberecku                                    | Muzeum krajky Vamberk                                                                     | 2017      | 2019               |         |         |
| Betlémářství                                                                               | Muzeum východních Čech v Hradci Králové, Třebechovické muzeum betlémů                     | 2019      |                    |         |         |
| České vodáctví – sociokulturní fenomén pobytu v přírodě spojený se splouváním vodních toků | Asociace vodní turistiky a sportu, z.s.                                                   | 2021      |                    |         |         |
| Výroba modrotiskových forem                                                                | Muzeum východních Čech v Hradci Králové                                                   | 2022      | 2024               |         |         |
| Ochotnické divadlo                                                                         | Muzeum východních Čech v Hradci Králové, Volné sdružení východodčeských divadelníků, z.s. | 2024      |                    |         |         |

### Související stránky
- Seznam nemateriálních statků tradiční lidové kultury České republiky